# (4066) Haapavesi
(4066) Haapavesi es un asteroide perteneciente al cinturón de asteroides descubierto el 7 de septiembre de 1940 por Heikki A. Alikoski desde el observatorio de Iso-Heikkilä en Turku, Finlandia.
Está nombrado por Haapavesi, ciudad natal del padre del descubridor.